# Contea di San Miguel (Colorado)
La contea di San Miguel in inglese San Miguel County è una contea dello Stato del Colorado, negli Stati Uniti. La popolazione al censimento del 2000 era di 6 594 abitanti. Il capoluogo di contea è Telluride

## Città e comuni
- Mountain Village
- Norwood
- Ophir
- Sawpit
- Telluride